# Blairmore (Alberta)
Blairmore ist eine Community in den Rocky Mountains innerhalb des Verwaltungsbezirks Crowsnest Pass im Südwesten von Alberta, Kanada. Sie war früher eine Kleinstadt, bevor sie sich 1979 mit vier anderen Gemeinden zu Crowsnest Pass zusammenschloss. Blairmore ist das wichtigste Handelszentrum von Crowsnest Pass.

## Geschichte

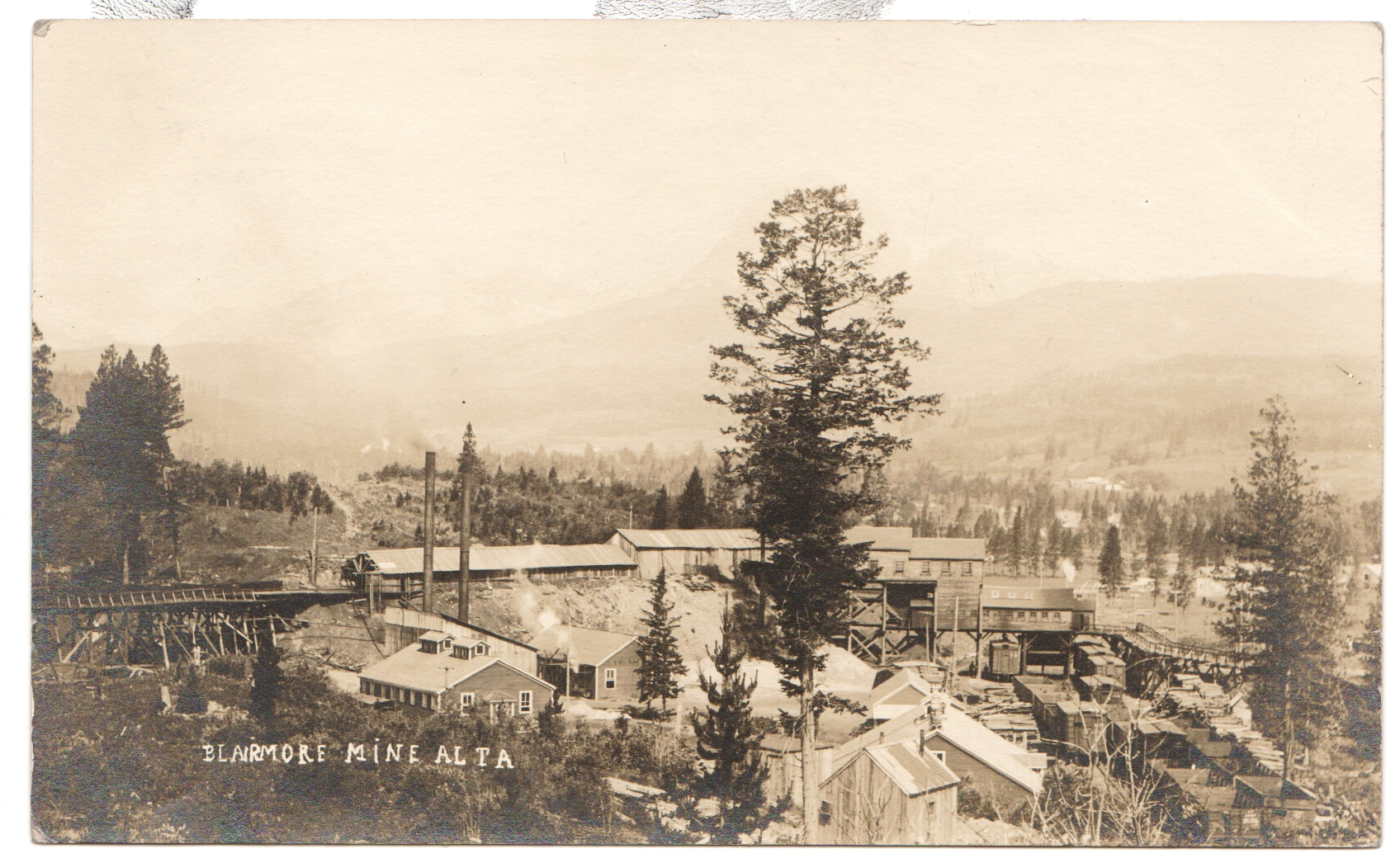
Alte Mine in Blairmore

Ursprünglich war an dem Ort eine Haltestelle der Canadian Pacific Railway mit dem Namen Tenth Siding oder The Springs (nach der kalten Schwefelquelle im Osten). Die Siedlung wurde im November 1898 in Blairmore umbenannt und bekam im folgenden Jahr ein Postamt. Ein zehn Jahre andauernder Streit um Landbesitz zwischen dem CPR-Stationsleiter und dem Vorarbeiter der Strecke bremste die frühe Entwicklung. Am 3. September 1901 wurde die Gemeinde als Village of Blairmore gegründet. Die wichtigste Industrie in Blairmore war die Holzindustrie und ab 1907 die Kohleindustrie. Andere Industriezweige folgten bald. Am 29. September 1911 wurde Blairmore zur Town erhoben. Mit dem Niedergang der nahe gelegenen Gemeinde Frank wurde Blairmore bald zum wirtschaftlichen Zentrum der Region. Die Greenhill-Mine, die sich nördlich von Blairmore befindet, wurde bis zu ihrer Schließung im Jahr 1957 zur wichtigsten Stütze der Gemeinde.
Einer der ersten Einwohner der Stadt war Emilio Picariello (1875–1923). Der „Emperor Pic“ ließ sich 1918 in Blairmore nieder und betrieb mehrere Geschäfte, importierte aber während der Prohibition auch illegal Alkohol aus dem nahe gelegenen British Columbia. Picariello und Florence Lassandro wurden 1923 gehängt, nachdem sie 1922 den Alberta Provincial Police Constable Steve Lawson erschossen hatten.
Wie viele kanadische Industriestädte in den 1930er Jahren hatte auch Blairmore gewisse Sympathien für den Kommunismus. In Blairmore wurden 1933 der erste kommunistische Stadtrat und die erste kommunistische Schulbehörde Kanadas gewählt, die das Steuersystem reformierten und sich weigerten, den Remembrance Day als imperialistischen Feiertag zu begehen und stattdessen die Russische Revolution feierten. Eine Straße wurde nach dem Führer der Kommunistischen Partei Kanadas, Tim Buck, benannt, eine Entscheidung, die vom nächsten Stadtrat wieder rückgängig gemacht wurde.
 Am 3. November 1978 verabschiedete die Regierung von Alberta den Crowsnest Pass Municipal Unification Act, der am 1. Januar 1979 zum offiziellen Zusammenschluss der Town Blairmore mit dem Village Bellevue, der Town Coleman, dem Village Frank und dem Improvement District (ID) Nr. 5 führte.

## Geographie
Blairmore liegt im Südwesten von Alberta in den kanadischen Rocky Mountains. Es liegt etwa 135 Kilometer westlich von Lethbridge am Highway 3 (Crowsnest Highway) und etwa 20 Kilometer östlich der Grenze zu British Columbia. Die anderen Crowsnest-Pass-Gemeinden Frank und Coleman liegen 3 Kilometer östlich bzw. 6 Kilometer westlich.

### Geologie
Die vulkanischen Gesteine im Gebiet von Blairmore sind mit der Crowsnest Formation verwandt. Als geologische Einheit erlangte das Vulkangestein in den späten 1980er Jahren einige Aufmerksamkeit, als Geologen erklärten, sie hätten in bestimmten Einheiten des Vulkangesteins Spuren von Gold gefunden. Blairmorit, ein seltenes vulkanisches Gestein der Crowsnest Formation, ist nach Blairmore benannt.